# Antonio Hernández Gamarra
Antonio Hernández Gamarra (San Luis de Sincé, Sucre, 4 de enero de 1944) es un político y economista colombiano, quien se desempeñó como ministro de Agricultura y Desarrollo Rural de Colombia y contralor general de la República.
Casado hace más de 50 años y con cuatro hijos, es bachiller del Instituto Nacional Simón Araújo de Sincelejo, economista de la Universidad Nacional de Colombia (1962-1966) (de la cual fue representante estudiantil ante el Consejo Superior Universitario), y realizó una especialización en Comercio Internacional y Política Monetaria en la Universidad de Rice en Estados Unidos. Fue decano y profesor de Economía de la Universidad Externado de Colombia, Universidad de los Andes y la Universidad del Valle.
También ejerció como Técnico de Evaluación de Proyectos Extranjeros en Planeación Nacional y es experto en temas relacionados con bonanza cafetera, evolución de importaciones y exportaciones, mercado de tarjetas de crédito, apertura económica y monetaria y manejo de la inflación en Colombia. Entre 1982 y 1989 ocupó la presidencia de la Financiera Energética Nacional y de la Empresa Colombiana de Gas.
En 1994 el presidente Ernesto Samper lo nombró Ministro de Agricultura y Desarrollo Rural de Colombia, cargo en el que solo permaneció por un año. En 1996  pasó a ser codirector del Banco de la República, cargo que ocupó hasta 2001. En 2002, fue elegido contralor general, y por su desempeño fue premiado con la Orden del Congreso, según aseguró, por “la independencia frente al Ejecutivo, seriedad en el trabajo y alta preparación de mi equipo de funcionarios”.